# Model 1795 Musket
O Springfield Model 1795 Musket é um mosquete de pederneira de calibre .69" fabricado no final do século XVIII e no início do século XIX nos Arsenais Americanos de Springfield e Harper's Ferry.

## Visão geral
O Springfield Model 1795 foi o primeiro mosquete a ser produzido nos Estados Unidos por Eli Whitney. Foi fortemente baseado no mosquete Charleville, Modèle 1763 e 1766, que tinham sido importados em grande número dos franceses durante a Revolução Americana, e que na época compreendia o maior número de mosquetes nos arsenais dos EUA com cerca de 20.000 deles. O Model 1795 foi usado na Guerra de 1812, após a qual as deficiências tanto no projeto quanto no processo de fabricação do Model 1795 levaram ao desenvolvimento do Model 1812 apenas em Springfield e, eventualmente, dos mosquetes Model 1816, tanto em Springfield quanto em Harpers Ferry.

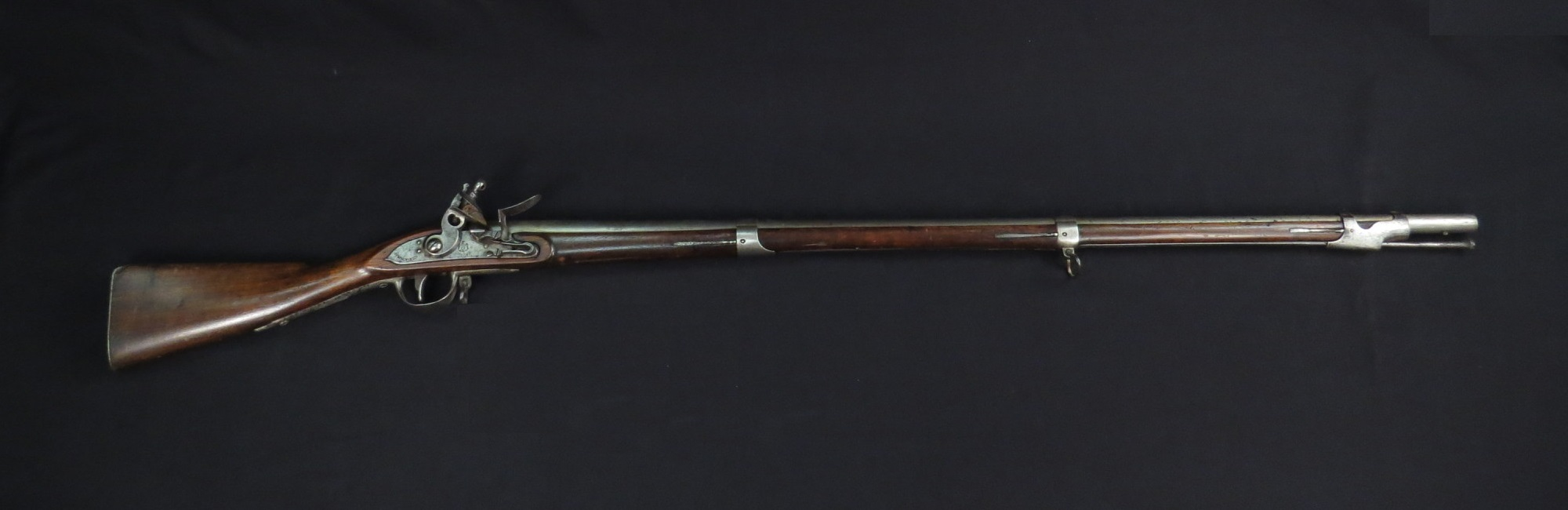
O Springfield Model 1795 Musket.

## Características
O Model 1795, um mosquete bastante comprido, manteve muitas das características do Charleville no qual foi baseado. Ele tinha um cano 44 in (1 120 mm) de comprimento no calibre .69", uma coronha de 56 in (1 420 mm) e um comprimento total de 60 in (1 520 mm). A versão original tinha o pino de baioneta na parte inferior do cano, mas ele foi posteriormente movido para cima. Pequenas alterações foram feitas em toda a produção, incluindo um cano menor de 42 in (1 070 mm) nas armas posteriores fabricadas em  Harper's Ferry. Canos do Model 1795 de Harper's Ferry foram numerados em série até algum momento em 1812; já o Model 1795 de Springfield nunca foi numerado em série. O Arsenal Springfield começou as melhorias do Model 1812 em 1814, mas o Arsenal Harper's Ferry continuou com a produção do Model 1795 até pelo menos 1819 (exemplares do início de 1819 ainda usavam o mecanismo do Model 1795) e nunca produziu o Model 1812. Eventualmente, ambos os arsenais incorporaram melhorias no Model 1816, que após alguns anos saiam dos dois arsenais praticamente idênticos. A maioria, mas não todas, as peças eram intercambiáveis nos mosquetes Model 1816, mas as peças feitas à mão, e a falta de padrões e padrões nas armas anteriores do Model 1795 frequentemente impedia que as peças fossem trocadas facilmente.

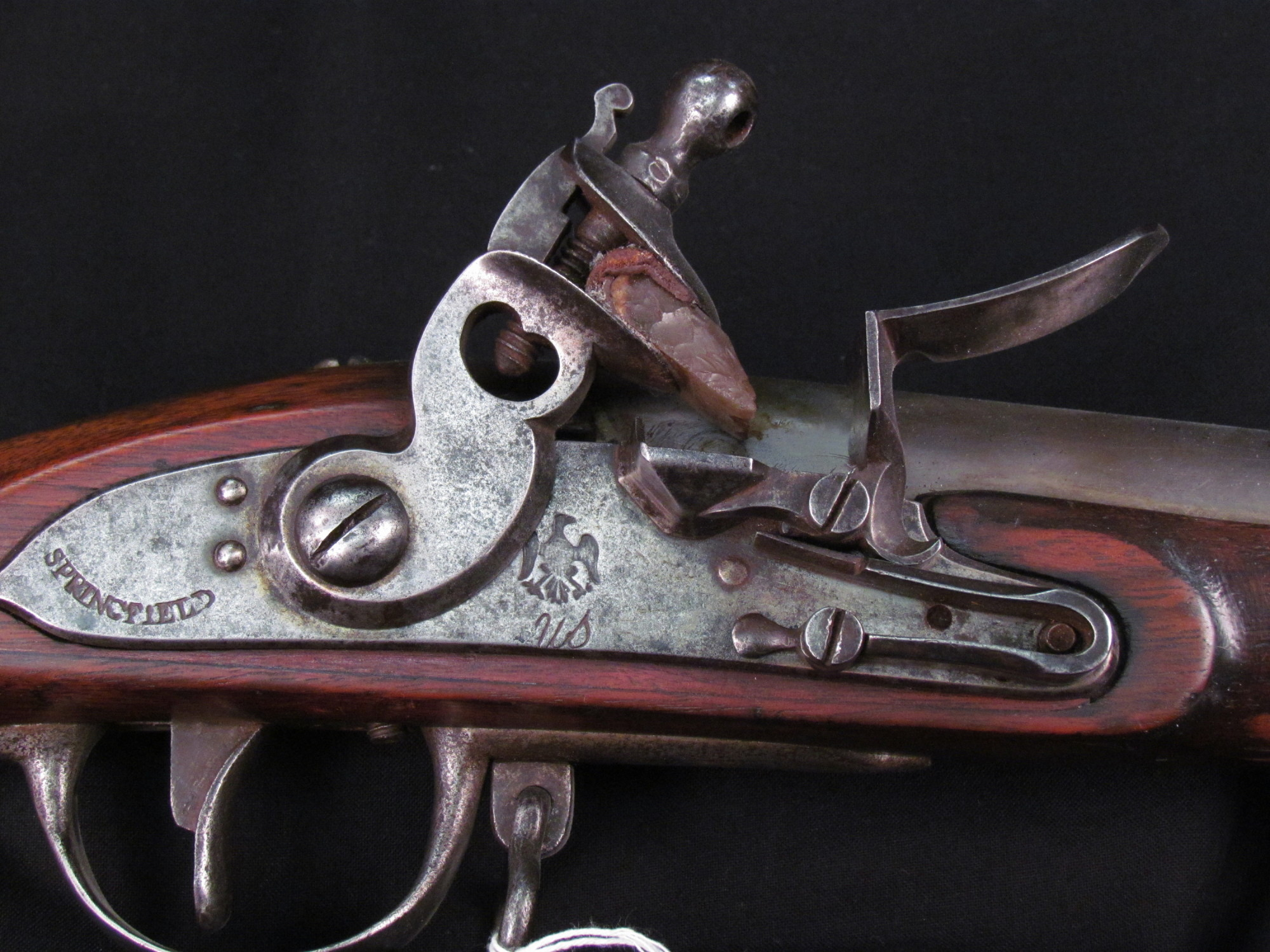
Detalhe do mecanismo de pederneira um Model 1795.

Típico dos mosquetes com cano de alma lisa, o Model 1795 tinha um alcance efetivo de cerca de 50 yd (45,7 m) a 75 in (1 910 mm). O Model 1795 disparava um projétil menor do que o Brown Bess britânico de calibre .75", mas o Model 1795 também tinha um alcance um pouco maior e uma acurácia ligeiramente melhor do que o mosquete Brown Bess. Isso deu às forças americanas uma vantagem de alcance quando enfrentaram as forças britânicas na Guerra de 1812.

### Produção
O Model 1795 foi fabricado no United States Armory and Arsenal at Springfield, que foi o primeiro arsenal dos Estados Unidos, já em 1799. As versões anteriores a esta data provavelmente foram produzidas, mas não eram datadas. Começando em 1801, possivelmente já em 1800, também foi produzido no então novo United States Armory and Arsenal at Harper's Ferry. Muitas diferenças entre o Model 1795 de Springfield e o Model 1795 de Harper's Ferry, levaram muitos a rotular a versão Harper's Ferry como um modelo significativamente diferente. Vários empreiteiros independentes também fabricaram o Model 1795, pois sua demanda era constante. Os arsenais federais simplesmente não conseguiam fazer mosquetes suficientes para atender à demanda com força de trabalho que tinham durante esses primeiros anos. Apenas cerca de duas dúzias de artesãos trabalharam no arsenal de Harpers Ferry por volta de 1800, e fazer os mosquetes com matérias-primas brutas era uma tarefa muito trabalhosa. Aproximadamente 80.000 mosquetes Model 1795 foram produzidos em Springfield, enquanto cerca de 70.000 Model 1795 foram produzidos em Harper's Ferry.

## Histórico de serviço
Os Model 1795 foram usados durante a Guerra de 1812, a Guerra do México de 1846 a 1848 e a Guerra Civil Americana de 1861 a 1865. A maioria dos pertencentes à União foi convertida para espoleta de percussão nos arsenais ou por particulares, mas os registros refletem que muitos no Sul receberam pederneiras originais no início da Guerra Civil até que os Confederados pudessem convertê-los em percussão. Há algumas evidências de que alguns de fato nunca foram convertidos. A vida útil efetiva do Model 1795 se estendeu até 1865.

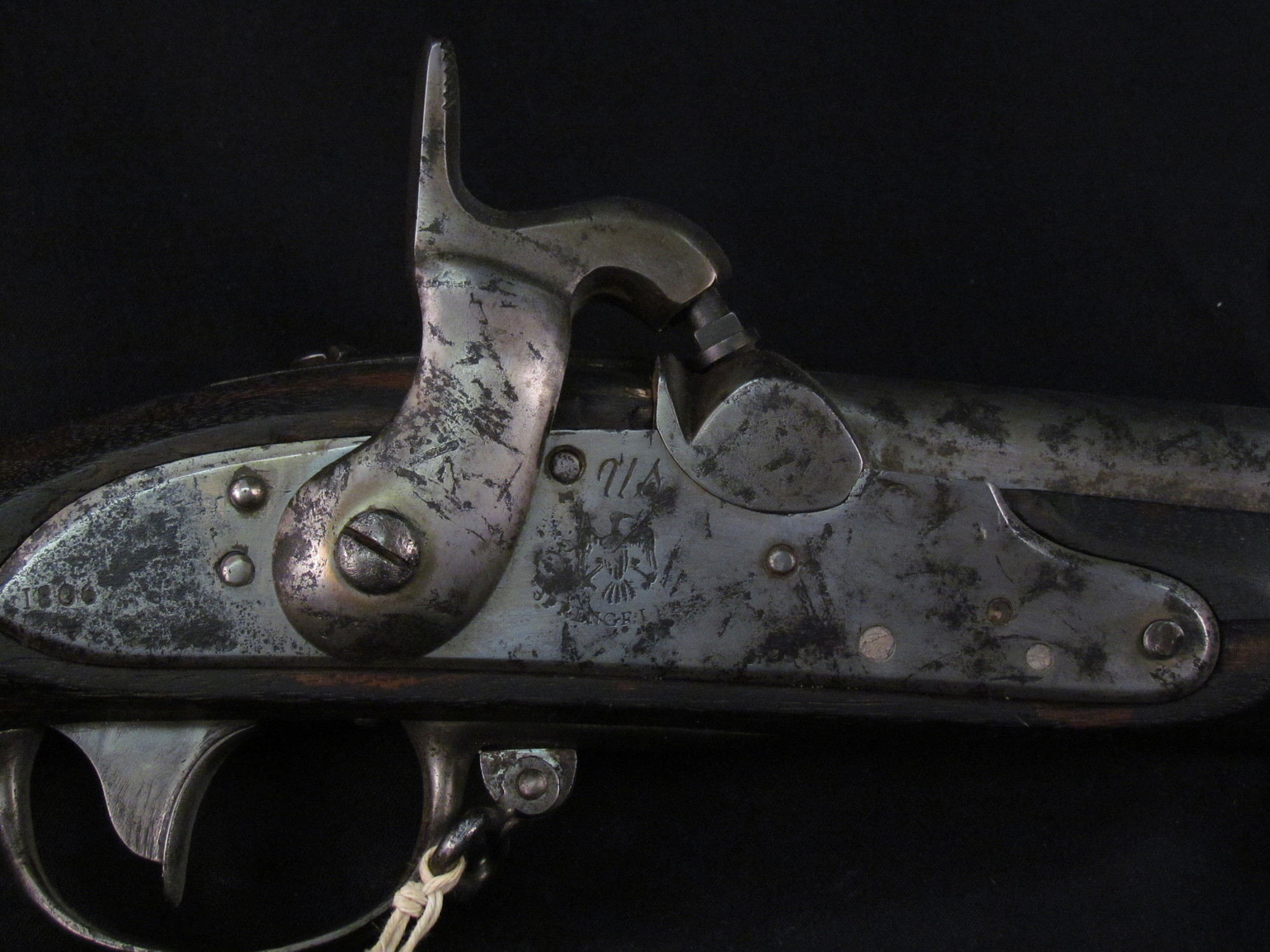
Detalhe de um Model 1795 convertido de pederneira para percussão.

O Model 1795 também foi usado por alguns membros da Expedição de Lewis e Clark.